# Lualaba (provincie)
Lualaba is een provincie aan de zuidgrens van de Democratische Republiek Congo. Het gebied draagt de naam van de Lualaba, de grootste bronrivier van de Kongo. Lualaba heeft een oppervlakte van 121.308 vierkante kilometer en telde eind 2005 naar schatting 1,7 miljoen inwoners. De provinciehoofdstad van Lualaba is Kolwezi.

## Geschiedenis
De provincie Lualaba is opgericht in 2015. Daarvoor vormde Lualaba een district van Katanga.

### Katanga
In de 19e eeuw maakte het gebied deel uit van het koninkrijk Yeke. In de Onafhankelijke Congostaat (1891-1908) en in Belgisch-Congo (1909-1960) werd het gebied een onderdeel van de provincie Katanga. Net als in de rest van Katanga waren er in het gebied veel bodemschatten die geëxploiteerd werden. In Lualaba waren dat met name koper, goud, mangaan en kobalt. Onder invloed van de mijnbedrijven werd Katanga kort een zelfstandig land (1960-1963). Bij de aanhechting bij Congo werd Katanga opgesplist in verschillende provincies. Zo was Lualaba een provincie tussen 1963 en 1966, vooraleer weer onder de provincie Katanga (later Shaba) te vallen.

### Provincie
In de grondwet van 2005 was een bestuurlijke herindeling voorzien, waarbij Congo zou worden ingedeeld in 26 provincies. Alsdan zou het district Lualaba een afzonderlijke provincie worden. De geplande datum was februari 2009, een datum die ruim werd overschreden. De provinciale herindeling ging uiteindelijk pas in juni 2015 in.

## Vergelijking tussen de historische en de hedendaagse provincie
| Belgisch-Congo  | Belgisch-Congo | Belgisch-Congo | Belgisch-Congo | Republiek Congo           | Republiek Congo          | Republiek Zaïre          | Republiek Zaïre | Democratische Republiek Congo | Democratische Republiek Congo |
| 1908            | 1919           | 1932           | 1947           | 1963                      | 1966                     | 1971                     | 1988            | 1997                          | 2015                          |
| 22 districten   | 4 provincies   | 6 provincies   | 6 provincies   | 21 provincies + hoofdstad | 8 provincies + hoofdstad | 8 provincies + hoofdstad | 11 provincies   | 11 provincies                 | 26 provincies                 |
| --------------- | -------------- | -------------- | -------------- | ------------------------- | ------------------------ | ------------------------ | --------------- | ----------------------------- | ----------------------------- |
| Tanganika-Moero | Katanga        | Elisabethstad  | Katanga        | Noord-Katanga             | Katanga                  | Shaba                    | Shaba           | Katanga                       | Tanganyika                    |
| Tanganika-Moero | Katanga        | Elisabethstad  | Katanga        | Noord-Katanga             | Katanga                  | Shaba                    | Shaba           | Katanga                       | Opper-Lomami                  |
| Lulua           | Katanga        | Elisabethstad  | Katanga        | Lualaba                   | Katanga                  | Shaba                    | Shaba           | Katanga                       | Lualaba                       |
| Opper-Luapula   | Katanga        | Elisabethstad  | Katanga        | Oost-Katanga              | Katanga                  | Shaba                    | Shaba           | Katanga                       | Opper-Katanga                 |
| Lomami          | Katanga        | Lusambo        | Kasaï          | Lomami                    | Oost-Kasaï               | Oost-Kasaï               | Oost-Kasaï      | Oost-Kasaï                    | Lomami                        |

## Grenzen
Lualaba ligt aan de grens met twee buurlanden van Congo-Kinshasa:
- Een provincie van Zambia in het oostelijke zuiden:
  - North-Western.
- Drie provincies van Angola:
  - Moxico in het westelijke zuiden
  - Lunda Sul in het zuidelijke westen
  - Lunda Norte in het noordelijke westen.

Verder heeft Lualaba vier buurprovincies:
- Centraal-Kasaï in het westelijke noorden
- Lomami in het oostelijke noorden
- Opper-Lomami in het oosten
- Opper-Katanga in het zuidoosten.

* = een stadsprovincie